# Gerard Peters
Gerard "Gerrit" Peters (født 30. juli 1920 i Haarlem, død 6. april 2005 smst.) var en cykelrytter fra Holland. Han kørte både landevejs- og banecykling.
På bane blev han i 1946 verdensmester i individuelt forfølgelsesløb, og i 1950 blev han europamester i parløb. Han startede ved 37 seksdagesløb, hvor det blev til seks sejre. Ved Københavns seksdagesløb i 1956 sluttede han på andenpladsen med makker Gerrit Schulte.
Ved Tour de France 1951 udgik han efter 13. etape.